# Hedenbergita
La hedenbergita es un mineral inosilicato que cristaliza en el sistema monoclínico.
Se le dio este nombre en 1819 en honor al mineralogista sueco M. A. Ludwig Hedenberg, que fue el primero en analizarlo y describirlo.
La relativa escasez de cristales bien desarrollados han hecho que este mineral goce de un especial aprecio entre los coleccionistas.
Es muy difícil diferenciar la hedenbergita de minerales como la enstatita y la augita.

## Yacimientos
La hedenbergita suele presentarse en la naturaleza en forma de agregados de variada apariencia, entre los que predominan las masas amorfas y masivas. También es posible encontrar ejemplares fibrosos, aciculares, columnares y radiados.
La aparición de cristales bien desarrollados es mucho más infrecuente. Suele tratarse de cristales prismáticos translúcidos u opacos, cuyo color que varía desde el negro hasta el verde oscuro, pero que pueden tomar tintes grisáceos o de color marrón.
Los yacimientos se localizan en regiones muy diversas de la corteza terrestre, aunque siempre asociados a lugares en los que han tenido lugar procesos metamórficos. 
Sin embargo, los yacimientos en los que aparecen buenas cristalizaciones sí que resultan relativamente escasos. Entre ellos cabe destacar los de las regiones de Toscana y la isla de Elba (Italia), Broken Hill en Nueva Gales del Sur (Australia), Obira (Japón) y Arendal (Noruega).
Las mejores cristalizaciones provienen de recientes hallazgos en Dalnegorsk, localidad rusa en la costa del mar del Japón. Los mejores ejemplares fibrosos y radiales proceden de los yacimientos italianos.